# 第五届全国人民代表大会
中华人民共和国第五屆全國人民代表大會，简称第五届全国人大，任期自1978年2月至1983年6月，本屆全國人大共有來自各省、自治區、直轄市以及中國人民解放軍等31個單位的3497名代表（不包含被原选举单位撤消资格的3名代表）。

## 第一次会议
第五屆全國人大第一次會議於1978年2月26日至3月5日在北京召開。會議聽取和審議國務院總理华国锋所作的题为《团结起来，为建设社会主义的现代化强国而奋斗》的政府工作报告以及中共中央副主席叶剑英所作的关于修改宪法的报告；審查和批准《一九七六至一九八五年发展国民经济十年规划纲要（草案）》；通过《中华人民共和国国歌》歌词。选举了全国人民代表大会常务委员会委员长、副委员长、秘书长、委员。根据中共中央的提议，决定了国务院总理的人选；选举了最高人民法院院长和最高人民检察院检察长；根据国务院总理的提议，决定了国务院其他组成人员的人选、中国科学院院长和中国社会科学院院长的人选。
大會選舉出由254人組成的會議主席團，秘書長李先念。推選华国锋、叶剑英、邓小平、李先念、汪东兴、宋庆龄、聂荣臻、乌兰夫、吴德、韦国清、陈云、谭震林、李井泉、张鼎丞、蔡畅、邓颖超、赛福鼎、廖承志、姬鹏飞、阿沛·阿旺晋美、周建人、许德珩、胡厥文為常務主席。

### 选举／任命结果
- 全国人民代表大会常务委员会委员长：叶剑英
- 全国人民代表大会常务委员会副委员长：宋庆龄、聂荣臻、刘伯承、乌兰夫、吴德、韦国清、陈云、郭沫若、谭震林、李井泉、张鼎丞、蔡畅、邓颖超、赛福鼎、廖承志、姬鹏飞、阿沛·阿旺晋美、周建人、许德珩、胡厥文
- 全国人民代表大会常务委员会秘书长：姬鹏飞（兼）
- 全國人民代表大會常務委員會委員：175人

- 中华人民共和国国务院总理：华国锋
- 中华人民共和国国务院副总理：邓小平、李先念、徐向前、纪登奎、余秋里、陈锡联、耿飚、陈永贵、方毅、王震、谷牧、康世恩、陈慕华
- 中华人民共和国最高人民法院院长：江华
- 中华人民共和国最高人民检察院检察长：黄火青
- 中国科学院院长：郭沫若
- 中国社会科学院院长：胡乔木

## 第二次会议
此次会议于1979年6月18日召开。下午三时半，大会执行主席叶剑英宣布开幕。大会执行主席还有宋庆龄、聂荣臻、乌兰夫、吴德、韦国清、陈云、谭震林、李井泉、蔡畅、邓颖超、赛福鼎、廖承志、姬鹏飞、阿沛·阿旺晋美、周建人、许德珩。
华国锋受国务院的委托，在会上作了政府工作报告，提请大会审议。华国锋的报告约三万字，共分四个部分：一、伟大的历史性转变；二、打好四个现代化的第一个战役；三、加强社会主义民主和社会主义法制；四、反对霸权主义，维护世界和平。
在当天的大会上，人大常委会作了书面的工作报告。报告回顾了自第五届人大第一次会议以来，人大常委会根据形势发展的需要和要求，开展各项工作的情况。人大常委会还把五届人大一次会议以来所召开的八次会议上通过的决议案和任免案，提请各位人大代表审查。
五届人大代表资格审查委员会向大会作了关于代表情况和补选的代表资格审查的书面报告。报告说，第五届全国人民代表大会代表三千四百九十七人中，有三十人在第一次会议到第二次会议期间逝世，有一人因违法乱纪、搞打击报复而被安徽省撤销了代表资格。北京市第七届人民代表大会第二次会议补选了彭真、薄一波、安子文、林乎加、陶希晋五人为全国人大代表，经代表资格审查委员会审查，确认他们的代表资格有效。现在第五届全国人民代表大会共有代表三千四百七十一人。
参加五届政协第二次会议的全体委员，国务院、最高人民法院、最高人民检察院、中共中央和国务院直属机构、中国人民解放军等方面的负责人，列席了会议。

## 第三次会议
全国人大五届三次会议（1980年8月30日～9月10日）
第五届全国人民代表大会第三次会议于1980年8月30日至9月10日在北京召开。出席会议代表共3478人。
会议听取了国务院副总理兼国家计划委员会主任姚依林《关于1980、1981年国民经济计划安排的报告》，听取了人大常委会副委员长彭真作的人大常委会工作报告，彭真以及全国人大常委会法制委员会副主任武新宇、顾明对提请大会审议的婚姻法修改草案、国籍法草案、中外合资经营企业所得税法草案和个人所得税法草案的主要内容作的说明。国务院总理华国锋就政府工作作了讲话。会议还听取了最高人民法院和最高人民检察院工作报告。
本次大会依次通过了《关于1980、1981年国民经济计划安排》，《1979年国家决算、1980年国家预算和1981年国家概算》的决议；关于修改《中华人民共和国宪法》第四十五条的决议，取消原第四十五条中“有运用‘大鸣、大放、大辩论、大字报’的权利”的规定；关于修改宪法和成立宪法修改委员会的决议；关于全国人民代表大会常务委员会工作报告的决议；关于最高人民法院工作报告和最高人民检察院工作报告的决议。通过了《中华人民共和国国籍法》、《中华人民共和国婚姻法》、《中华人民共和国中外合资经营企业所得税法》和《中华人民共和国个人所得税法》。大会还通过了五届人大第三次会议提案审查委员会关于提案的审查报告。
大会通过决议，同意中共中央提出的对国务院部分组成人员进行调整的建议，接受华国锋辞去国务院总理职务，邓小平、李先念、陈云、徐向前、王震、王任重辞去副总理职务的请求，大会接受陈永贵解除他国务院副总理职务的请求，大会决定接受聂荣臻、刘伯承、张鼎丞、蔡畅、周建人辞去副委员长职务的请求，并决定赵紫阳为国务院总理。大会根据国务院总理赵紫阳的提名，增补杨静仁、张爱萍、黄华为国务院副总理。大会补选彭冲、习仲勋、粟裕、杨尚昆、班禅额尔德尼·却吉坚赞为五届全国人大常委会副委员长，杨尚昆兼五届全国人大常委会秘书长；选举马寅初、王观澜、邓兆祥、平错汪阶、司马义·艾买提、费彝民、郭增恺、缪云台为五届全国人大常委会委员。
（1980年9月10日第五届全国人民代表大会第三次会议通过）
中华人民共和国第五届全国人民代表大会第三次会议同意华国锋同志代表中国共产党中央委员会提出的对国务院部分组成人员进行调整的建议，决定：
接受华国锋辞去中华人民共和国国务院总理职务的请求；
接受邓小平、李先念、陈云、徐向前、王震、王任重辞去中华人民共和国国务院副总理职务的请求。
接受陈永贵解除中华人民共和国国务院副总理职务的请求。
接受聂荣臻、刘伯承、张鼎丞、蔡畅、周建人辞去中华人民共和国第五届全国人民代表大会常务委员会副委员长职务的请求。
决定赵紫阳为国务院总理，补选彭冲、习仲勋、粟裕、杨尚昆、班禅额尔德尼·却吉坚赞为人大常委会副委员长，增补杨静仁、张爱萍、黄华为国务院副总理。全国人大五届三次会议 （页面存档备份，存于）

## 第四次会议
全国人大五届四次会议（1981年11月30日～12月13日）
第五届全国人民代表大会第四次会议于1981年11月30日至12月13日在北京召开。出席会议代表共3453人。
赵紫阳总理在会上作了题为《当前的经济形势和今后经济建设的方针》的政府工作报告。报告着重指出，千方百计地提高生产、建设、流通等各个领域的经济效益，是我国今后经济建设的一个核心问题。报告指出，真正从我国实际情况出发，走出一条速度比较实在、经济效益比较好，人民可以得到更多实惠的新路子，并提出今后经济建设的十条方针。
会议听取和审议了财政部长王丙乾所《关于1980年国家决算和1981年国家概算执行情况的报告》。人大常委会副委员长兼秘书长杨尚昆受全国人民代表大会常务委员会委托，向大会报告了常务委员会的工作，并就《中华人民共和国经济合同法（草案）》、《中华人民共和国外国企业所得税法（草案）》、《中华人民共和国民事诉讼法（草案）》作了说明。最高人民法院院长江华、最高人民检察院检察长黄火青分别向大会作工作报告。林业部部长雍文涛受国务院委托，对关于开展全民义务植树运动的议案作出说明。人大常委会法制委员会副主任顾明、财政部副部长谢明、人大常委会法制委员会副主任高克林，分别就经济合同法草案、外国企业所得税法草案和民事诉讼法草案，提出书面说明。
大会通过了赵紫阳总理所作的政府工作报告，通过了关于批准1980年国家决算和1981年国家概算执行情况报告的决议，还通过了关于推迟审议宪法修改草案的决议，决定将中华人民共和国宪法修改草案的审议工作推迟到第五届全国人民代表大会第五次会议进行。会议通过了《中华人民共和国经济合同法》和《中华人民共和国外国企业所得税法》，还原则批准了《中华人民共和国民事诉讼法草案》，并授权全国人民代表大会常务委员会根据代表和其他方面所提出的意见，在修改后公布试行。
会议还分别通过决议，批准了全国人民代表大会常务委员会工作报告，最高人民法院工作报告和最高人民检察院工作报告以及提案审查委员会关于提案的审查报告。会议就国务院提出的议案，通过了关于开展全民义务植树运动的决议。
本次会议补选朱学范为第五届全国人民代表大会常务委员会副委员长。

## 第五次会议
- 通过八二宪法

全国人大五届五次会议（1982年11月26日～12月10日）
第五届全国人民代表大会第五次会议于1982年11月2６日至12月10日在北京召开。出席会议代表共3４21人。
这次会议的主要议题是审议中华人民共和国宪法修改草案，审议我国发展国民经济的第六个五年计划。
宪法修改委员会副主任委员彭真受叶剑英主任委员的委托，代表宪法修改委员会，在会上作了关于宪法修改草案的报告。报告分六个部分，对宪法修改草案的基本内容作了说明。关于我国的社会主义经济制度，宪法修正草案肯定了生产资料的社会主义公有制是我国社会主义经济制度的基础。要在坚持国营经济占主导地位的前提下，发展多种形式的经济。关于国家机构，报告指出，草案对国家机构作了许多重要的新规定，主要有：加强人民代表大会制度；恢复设立国家主席和副主席；国家设立中央军事委员会，领导全国武装力量；国务院实行总理负责制；在中央的统一领导下，加强地方政权的建设；改变农村人民公社的政社合一的体制，设立乡政权，人民公社将只是农村集体经济的一种组织形式；规定国家主席、副主席，全国人大常委会委员长、副委员长、国务院总理、副总理等国家领导人连续任职不得超过两届。彭真指出，新宪法将成为我国新的历史时期治国安邦的总章程。大会听取了国务院总理赵紫阳代表国务院作关于我国国民经济和社会发展第六个五年计划的报告。报告指出，按照党的十二大确定的我国经济建设的战略目标、战略重点和战略步骤，第六个五年计划期间要继续贯彻执行调整、改革、整顿、提高的方针，取得实现财政经济状况根据好转的决定性胜利，并且为第七个五年计划期间国民经济和社会发展奠定更好的基础。
会议还听取了财政部长王丙乾向大会关于1982年国家预算执行情况和1983年国家预算草案的报告。听取了全国人大常委会副委员长兼法制委员会主任习仲勋作的关于《全国人民代表大会组织法草案》、《国务院组织法草案》、《关于修改地方各级人民代表大会和地方各级人民政府组织法的若干规定的决议草案》、《关于修改全国人民代表大会和地方各级人民代表大会选举法的若干规定的决议草案》的说明。全国人大常委会、最高人民法院、最高人民检察院分别向大会作了书面工作报告。
会议通过了中华人民共和国的第四部宪法。新宪法以根本大法的形式肯定了我国知识分子是建设社会主义的依靠力量，知识分子从总体上说已经是工人阶级的一部分。新宪法对知识分子在国家政治生活和建设事业中的地位和作用，作出明确而充分的肯定，这在建国以来还是第一次。
大会通过决议，批准赵紫阳总理《关于第六个五年计划的报告》，批准《中华人民共和国国民经济和社会发展第六个五年计划》和根据这个五年计划制定的1983年国民经济和社会发展计划。决议指出，国务院制定的第六个五年计划，是实现从1981年到本世纪末工农业年总产值翻两番这个宏伟目标的一个重大步骤，是当前我国社会主义经济建设的行动纲领，是一个比较完备的计划。
大会还通过了“关于批准国务院1982年国家预算执行情况和1983年国家预算报告的决议”，通过了《中华人民共和国全国人民代表大会组织法》、《中华人民共和国国务院组织法》、《关于修改地方各级人民代表大会和地方各级人民政府组织法的若干规定的决议》、《关于修改全国人民代表大会和地方各级人民代表大会选举法的若干规定的决议》、关于本届全国人大常委会职权的决议和关于恢复《义勇军进行曲》为中华人民共和国国歌的决议。大会还通过了关于全国人大常委会工作报告的决议，关于最高人民法院工作报告和最高人民检察院工作报告的决议及提案审查委员会关于提案的审查报告。通过了关于第六届全国人民代表大会代表名额和选举问题的决议，并按照该决议决定第五届全国人民代表大会的任期延长到第六届全国人大第一次会议举行为止。

### 引用
1. ↑  . 中央政府门户网站. 新华社.   [2018-05-05]. （原始内容存档于2020-08-24）.